# Mohammed Bouyeri
Mohammed Bouyeri, né le 8 mars 1978 à Amsterdam, est un criminel néerlandais d'origine marocaine, incarcéré à perpétuité sans possibilité de libération à la prison de haute sécurité de Vught.
Il est condamné à la plus lourde peine prévue par le système judiciaire néerlandais le 26 juillet 2005, pour l'assassinat du réalisateur Theo van Gogh, le 2 novembre 2004.

## Biographie

### Origines et jeunesse
Mohammed Bouyeri naît et grandit à Amsterdam. Il est le fils de parents marocains et possède la double nationalité (néerlandaise et marocaine). Il est considéré comme bon élève et bien intégré, ayant passé un diplôme de technicien supérieur et étant animateur bénévole dans une association de quartier.

## Crime
Le 2 novembre 2004, il tire sur Van Gogh qui se déplace à vélo. Le réalisateur blessé tombe et demande « Pitié ! Pitié ! Est-ce qu'on peut parler ? » mais Bouyeri l'achève. Mohammed Bouyeri lui aura tiré dessus huit fois avant de l'égorger en le décapitant presque et de lui planter deux couteaux dans la poitrine. Il est arrêté sur place peu après.

## Procès
Au cours de son procès, il choisit de ne pas être défendu et de rester silencieux. Il déclare cependant vouloir « être tenu responsable de ses actes ».
Il ne présente pas de remords et déclare qu'il recommencerait s'il était libéré un jour. Au moment où il est arrêté, Bouyeri porte sur lui un poème d'adieu avec le titre Baptisé dans le sang.
Mohammed Bouyeri est condamné par le tribunal d'Amsterdam à la prison à vie, peine rarement prononcée et appliquée aux Pays-Bas. Bouyeri déclara qu'il aurait demandé la peine de mort si cette dernière n'était pas bannie par la Constitution du royaume. Cependant, il purge une peine à perpétuité dans la prison la plus hautement sécurisée des Pays-Bas : l'Extra Beveiligde Inrichting. 
Le 27 mai 2011, il a tabassé son codétenu Jesse Remmers à l'aide de chaussures de sécurité. La victime fut gravement blessée au visage. Remmers avait averti plusieurs fois la direction des envies de Bouyeri de mettre un terme à sa vie. Un an plus tard, Remmers est transféré dans une prison moins sécurisée.